# 二硫化锝
二硫化锝是一种无机化合物，化学式为TcS
2。

## 合成及性质
二硫化锝可由七氧化二锝和硫反应制得：
2Tc
2O
7 + 15S → 4TcS
2 + 7SO
2
它也可由锝和硫在450 °C的封管中反应、Tc
2(O
2CCH
3)
5和H
2S气流在450 °C反应或将硫化氢通入至K
2TcCl
6的硫酸溶液中制得。
它和二硫化铼同构，具有MoS
2型结构。